# 돼지
돼지 또는 집돼지(학명: Sus scrofa domesticus)는 가축화된 멧돼지(학명: Sus scrofa)를 말한다. 전 세계에서 약 8억 4천 마리가 사육되어 사람들의 중요한 영양원이 된다. 약 9,000년 전에 중국과 근동 지역에서 가축화되었다고 여겨진다. 돼지는 유럽과 아시아 전역에 걸쳐서 발견된다. 야생종과 가축의 차이는 아주 적으며, 일부 지역(뉴질랜드 등)에서는 야생화된 돼지가 환경에 피해를 주기도 한다. 또한 돼지는 돌고래에 견줄 만큼 매우 영리하여 세 살 아이 정도의 지능을 가지고 있다.
돼지의 가축화는 근동 또는 중국에서 멧돼지를 기르면서 시작된 것으로 알려져 있다. 고기를 얻기 위해 사육되었지만, 가죽은 방패, 뼈는 도구와 무기, 털은 솔을 만드는 데 쓰이기도 했다. 이슬람과 유대교 같은 종교에서는 돼지를 부정한 짐승으로 보아 금기시하여 돼지고기를 식용하지 않는다. 중동지방에서, 지리적으로 사육하기 적합하지 않은 가축이라는 것은 돼지를 식용으로 생소하게 여긴 이유 중의 하나이다. 그 밖에, 문화적인 요인에서 기인하는 기피현상이 있다.
돼지의 몸은 뚱뚱하고 다부지며, 털은 거칠고 뻣뻣하다. 머리는 짧고 두툼한 목으로 몸통과 바로 연결돼 있고, 머리 앞으로 툭 튀어나온 주둥이에 코가 있다. 가죽은 두껍고, 몸을 식힐 수 있는 땀샘이 없기 때문에 몸을 식히기 위해 진흙탕에 자주 뒹군다. 눈이 작아 잘 볼 수 없지만, 후각이 예민하여 먹이를 잘 찾는다. 돼지의 꼬리는 짧고 대개 말려 있다. 코는 넓은 판처럼 생겼고, 가운데에 콧구멍이 두 개 있다. 이빨은 모두 33~44개로 이 중 8개는 송곳니로, 다 자란 수퇘지의 경우는 날카로운 엄니로 자란다. 이 엄니는 땅을 파는 데나 공격 무기로 사용한다. 돼지는 위험에 부닥치면 보통은 도망을 가지만, 막다른 곳에 도달하면 돌아서서 덤비거나 문다. 특히 이빨이 사람의 이빨과 유사해서 살 정도는 가볍게 씹는다. 발가락이 네 개이고, 게 발가락 끝에는 발굽이 있는데 가운데 두 개의 발굽은 갈라져 있다.
체중은 대체로 300 kg 내외로 소보다 덩치는 작지만 그래도 인간보다는 훨씬 크고 무겁다. 그 대신 소가 한 번에 1마리 정도밖에 낳지 못하는 반면 돼지는 한 번에 8~11마리 정도로 한꺼번에 많이 출산하기 때문에 제공하는 고기의 양은 소보다 훨씬 많이 나온다. 이 때문에 돼지는 인간에게 있어서 매우 중요한 식량 공급원이다.
돼지는 번식이 매우 빨라서 태어난 지 8개월 정도가 되면 짝짓기를 할 수 있다. 임신기간은 115일이고 보통 한배에 8~12마리를 낳는다. 갓 태어난 새끼돼지는 약 1.4 kg가량이고, 1주일이 지나면 두 배로 늘어난다. 다 자란 수돼지는 250 kg 이상 되며, 암돼지도 200 kg이 넘는다. 돼지가 완전히 자라기 위해서는 1년 반에서 2년이 걸리며 수명은 9~15년이다. 돼지는 오랜 시간과 노력을 거친 품종 개량으로 오늘날 수많은 종에 이르렀다.
호모 사피엔스의 탄생에 돼지와의 잡종이 기여했다고 보는 유전학자도 있다.

## 관련 문화

### 한국의 돼지
- 돼지는 십이지 중 열두 번째 동물로 해에 해당한다.
- 역사 속의 돼지는 주로 제사의 희생으로 등장한다.
- 복의 상징물이기도 하다. 흔히 돼지꿈을 꿨다고 하면 길몽이라고 여겨진다.
- 2005년 농협 중앙회가 조사한 결과 대한민국에서 가장 인기 있는 돼지 부위는 삼겹살로 밝혀졌다.[4]
- 삼국지 위지 동이전(三國志 魏志 東夷傳, 3세기)과 성호사설(星湖僿說, 18세기) 등의 고문헌에 제주에서 흑돼지를 길렀다는 기록이 전해지고 있으며, 2015년 3월 한국 문화재청은 '제주흑돼지'를 천연기념물 제550호로 지정했다.
- 아이들이 뚱뚱한 사람을 놀림조로 비유할때 쓰는 말이기도 하다.

### 서아시아의 돼지
이슬람교와 유대교의 발원지인 서아시아가 고온건조한 사막기후여서 잡식동물인 데다가 자주 씻는 돼지는 키우기 부적합한 동물이다. 게다가 비활동적인 성격때문에 불결한 짐승으로 여겨졌다. 지금도 이슬람교도와 유대인들은 돼지고기를 먹지 않는 전통이 있다.

### 기타
바하마에는 돼지섬이 존재한다. 대항해시대 당시 선원들이 섬에 비상식량 용도로 돼지 수 십마리를 놓고 갔는데 이후 이 배가 난파되었다. 그렇게 섬에 돼지들이 방치되었으며 이 돼지들은 무인도에서 자기들끼리 알아서 살아갔다. 그 때문에 돼지섬에 사는 돼지들은 수영을 매우 잘 하며 가끔 작은 물고기를 잡아먹기도 한다.

## 품종
전 세계에서 사육되고 있는 돼지의 품종은 약 1,000종에 달한다. 그 중에서 한국에 있는 토종 돼지 중에서 강원도 산우리재래돼지가 있다.

## 돼지 사육하기

### 돼지 고르기
주로 사육되는 돼지의 품종은 랜드레이스·요크셔·버크셔·두록·햄프셔 등이고, 이 밖에도 스포티드·체스터화이트·폴란드차이나 등이 사육되고 있다. 종돈(씨돼지)은 혈통·체형 및 능력이 우수한 것으로서 암컷은 유두수가 많고 품종의 특성을 가지며 털 색깔이 고르고, 몸이 길며 다리가 충실하고 발육이 양호한 것이라야 한다. 수컷은 생식기의 발육이 좋고 활기가 있는 것을 선택한다. 체형이 뛰어난 것을 고르기 위해 각 품종마다 심사표준이 지정되어 외양심사가 실시된다.
보통 생후 8개월(130~140 kg)에서 6~7산차까지가 번식에 쓰인다. 암돼지는 21일 간격으로 발정을 되풀이하며 발정시기는 약 3일 동안 계속된다. 암돼지가 수돼지의 교미를 허용함으로써 자연교배하거나 또는 인공수정으로 수태시킨다. 임신기간은 115일쯤이고 한배 새끼수는 보통 8~11마리이고 20여 마리 낳는 품종도 있다. 포유 기간은 7~8주지만, 번식효율을 높이기 위해 21~28일 이유를 한다. 이유한 어미돼지는 5~10일 뒤에 발정이 복귀되므로 1년에 2~2.5회 출산이 가능하다.
새끼돼지는 10~15분 간격으로 한 마리씩 태어나는데 분만 시작 2~3시간 후면 완료된다. 갓 태어난 새끼돼지는 코와 입의 점액을 제거하여 질식을 방지해야 하고 배꼽은 묶어 3~5 cm 길이에서 잘라준 후 요오드팅크를 발라 준다. 새끼돼지는 보온상자에 넣어 보온해 주며 처음 2~3일 간은 40~60분마다 인공적으로 포유(哺乳)시킨다. 분만 당시 몸무게가 1.2 kg인 새끼돼지는 4주간 포유시켜 몸무게가 6~7kg 전후가 되면 젖을 뗀다. 젖 떼는 방법은 일시에 떼는 방법과 몸무게가 무거운 새끼는 먼저 젖을 떼고 가벼운 새끼는 며칠 후에 떼는 방법이 있다.
유초기가 겨울이면 보온이 필요하다. 새끼돼지가 젖을 무는 젖꼭지는 생후 3일째 정해져 이후부터는 반드시 자기 전용의 젖꼭지에만 매달리므로 젖줄 때 혼란은 없다. 조기이유를 시킨 새끼돼지에게는 대용 유를 주어야 하며, 8주령 시기에는 반드시 돼지 콜레라 예방주사를 실시한다.
사료는 미세한 분말 형태를 주로 사용하는데, 소화·흡수가 쉬워 사료 효율이 높은 반면 위궤양 등을 일으킬 염려가 있다. 사료는 주로 곡물·쌀겨·맥류·감자·목초·식품 찌꺼기 등이다. 새끼 때는 단백질, 비타민이 많은 것을 주고 성장해감에 따라 탄수화물이 풍부한 먹이를 준다.
종돈으로 쓰지 않을 수돼지는 생후 3일경에 거세를 하고, 살찌워서 6~7개월 정도에 고기용으로 출하한다.
돼지는 불결한 동물로 알려져 있으나, 의외로 깨끗한 것을 좋아하여 배설장소를 낮은 곳이나 습기찬 곳에 한정하는 성질이 있으므로, 교배·분만 등 사람과의 접촉이 많은 번식돼지의 경우 돼지우리 설계에 특별히 신경을 써야 한다.
돼지의 질병 중 가장 피해가 심한 것은 돼지 콜레라로 8~10월에 특히 많이 발생하는데, 일단 걸리면 체온이 41 °C로 올라가서 폐사하므로 예방접종을 정기적으로 실시해야 한다. 그 밖에 돼지 단독(豚丹毒), 일본 뇌염 등과 전염성 위장염, 대장균 설사병, PRRS 질병 등이 있다. 또 일반적인 질병으로는 이질, 위궤양, 피부병, 일사병 등이 있는데 예방과 조기발견이 매우 중요하다.

## 돼지의 이용
길러서 도살되는 고기용 돼지로는 교잡종이 주로 이용된다. 1대 잡종이나 3원 교잡종에는 잡종강세가 나타나 순수종보다 발육이 빠르고 건강해서 병에 잘 걸리지 않으며, 한 배의 새끼수도 많기 때문이다.

### 돼지고기
돼지고기는 무슬림이 많은 중동 (서아시아·북아프리카·중앙아시아·남아시아·동남아시아) 지역을 제외한 여러 나라에서 널리 즐겨 먹는 음식이다. 부위별로 부르는 명칭이 다르다.
돼지고기는 담홍색 또는 회홍색을 띠며 연하고 지방이 많다. 비타민 B1의 함량이 쇠고기의 15배나 된다. 구워먹거나 찜을 하며 베이컨·로스햄·본리스햄을 만들거나 다른 고기와 섞어서 각종 소시지·프레스햄 등 가공품도 생산해 낸다. 베이컨은 늑골 부위를 소금에 절인 뒤 건조·훈연한 것이고, 햄은 햄 부위의 고깃덩이를 소금에 절여 건조·훈연 또는 가열하여 만든다. 소시지 종류는 다양하지만 장기보관을 목적으로 한 드라이 소시지, 제조한 뒤 곧 조리하여 먹는 도메스틱 소시지(비엔나 소시지·프랑크푸르트 소시지) 등으로 분류할 수 있다.

### 돼지 가죽
보통 돼지 한 마리에서 가죽의 무게는 수컷은 전체 몸무게의 10 %, 암컷은 5 % 정도다. 돼지 가죽은 군화를 만드는데 이용되고 있으며, 대한민국에서는 구워서 먹는 돼지껍데기로도 이용한다.

### 애완용
미니돼지는 애완용으로 기르기도 한다. 미니 돼지가 다 자라면 40 kg~60 kg까지 나간다.
일반 돼지는 어릴 때 아주 귀엽지만 성장 속도가 빨라 1년도 안 되어 덩치가 아주 커진다.
흔히 생각하는 것과는 다르게 깔끔하고 지능도 높아 그렇게 기르기 어려운 동물은 아니다.

### 기타
돼지의 쓰임새는 베이컨·비누, 화장품, 와인·본차이나, 페로몬 등 185가지에 달한다. 고기 외에 지방·내장도 식용으로 쓰인다. 돼지기름은 라드라고 하며 흰색이고, 쇠기름·양기름에 비해 녹는점이 낮고 부드럽다. 그 밖에 약·화장품·비누·경화유 등의 공업원료에도 이용된다. 가죽은 모공이 남아서 강도는 약하지만 세공물·지갑에 이용된다. 털은 브러시, 의자나 쿠션 등의 속재료가 된다. 1935년에 나일론이 발명되기 이전에는 돼지털로 만든 칫솔을 많이 사용하였다. 또한 최근 중요시되고 있는 것으로서 돼지가 생체구조상 인간과 심장과 간장이 유사하기 때문에 장기의 외과수술 기술을 개발하는 실험에도 쓰이며, 피부가 노출되어 있어 화장품 테스트에도 이용한다. 실험동물로서 몸이 작은 미니돼지도 몇 가지 품종이 개발되어 나오고 있다. 많은 게임과 만화, 영화에도 돼지 캐릭터가 많이 나온다. 마인크래프트에서도 돼지가 등장한다.

## 관련 단체
- 양돈산학협동연구회
- 한국양돈연구회
- 도드람양돈협동조합

## 돼지에 대한 편견
보통 돼지는 더럽다는 생각을 하는데 이는 잘못된 것이다. 돼지는 사실 깨끗하다고 한다.

## 갤러리

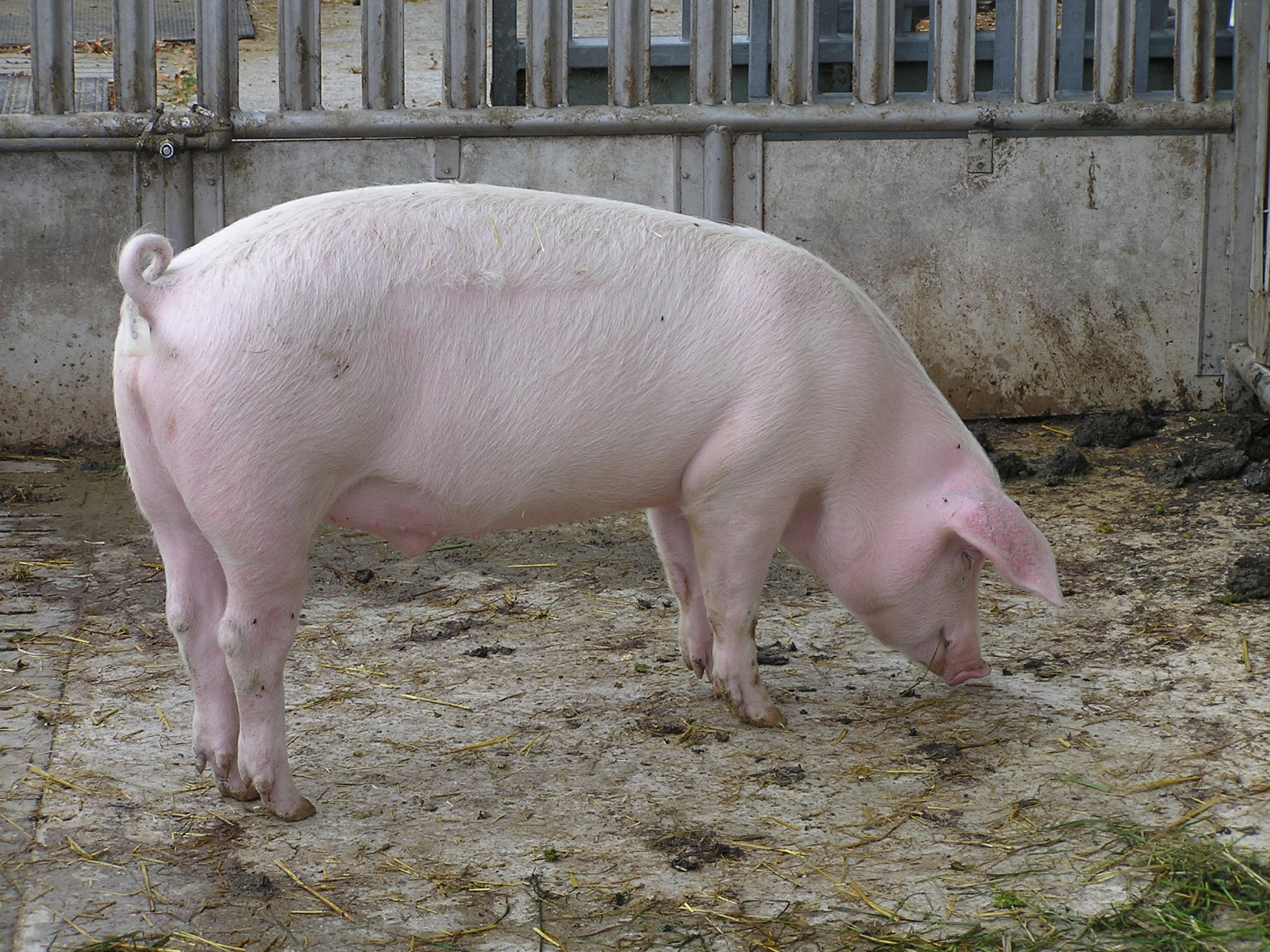
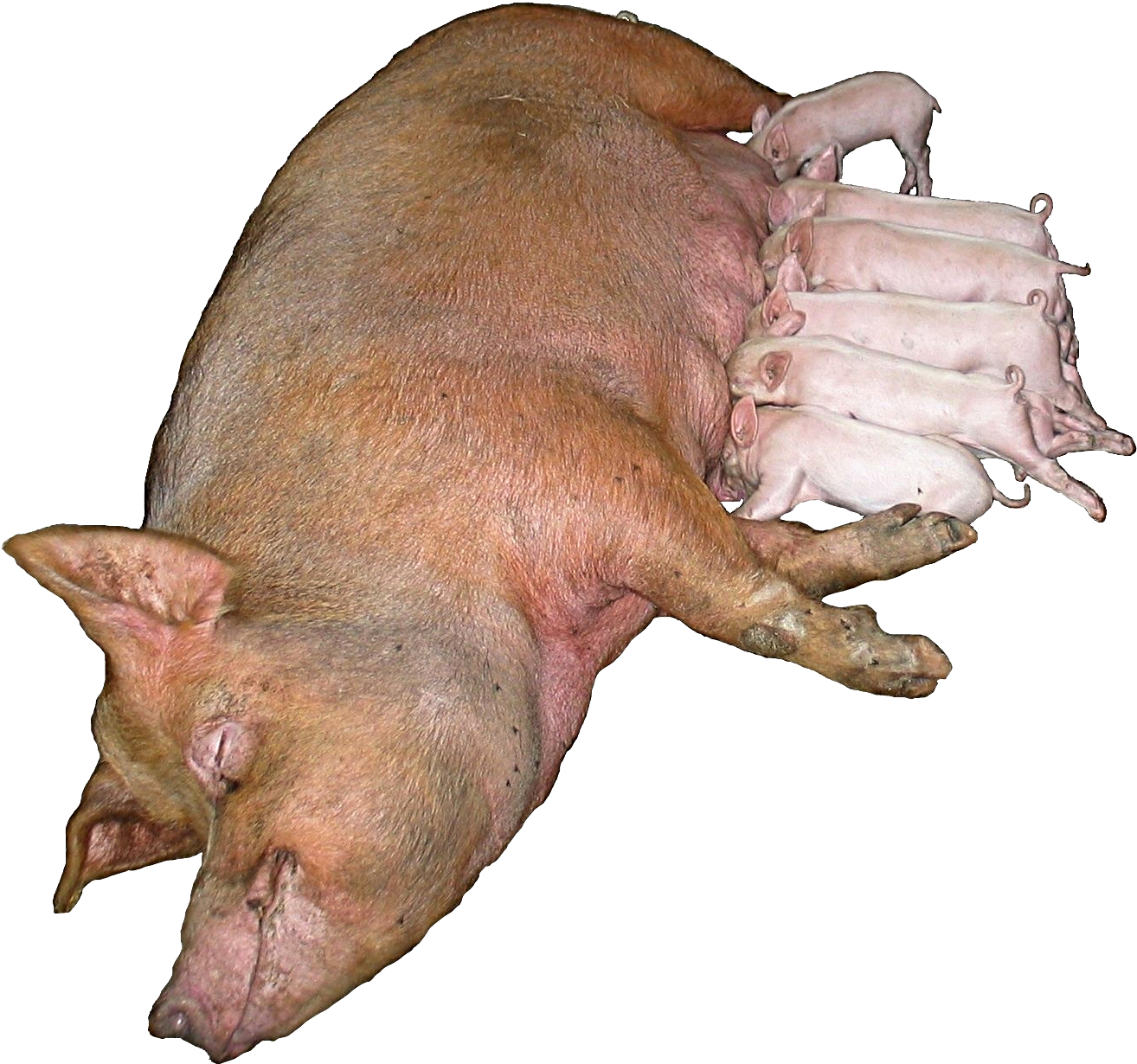
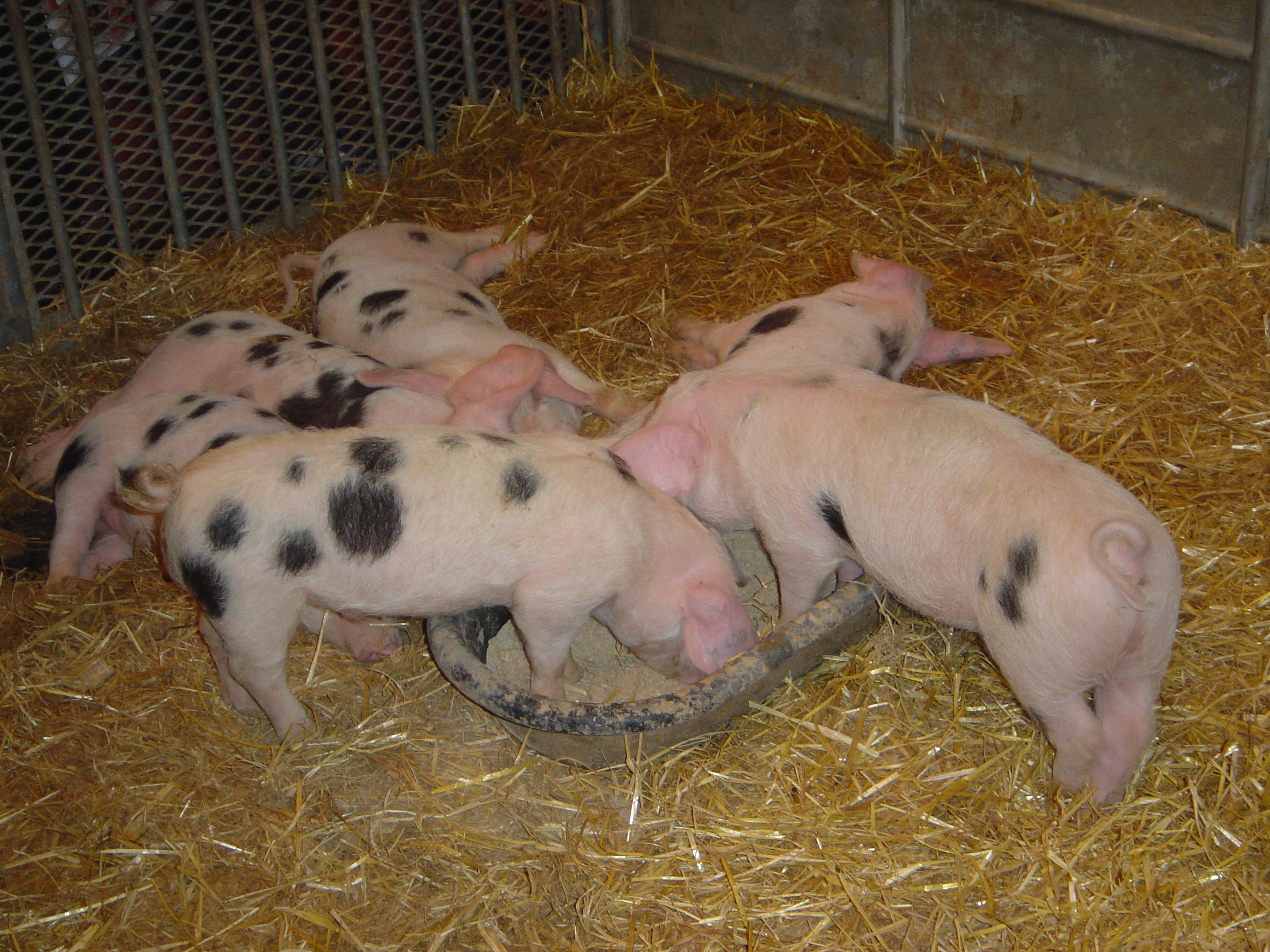
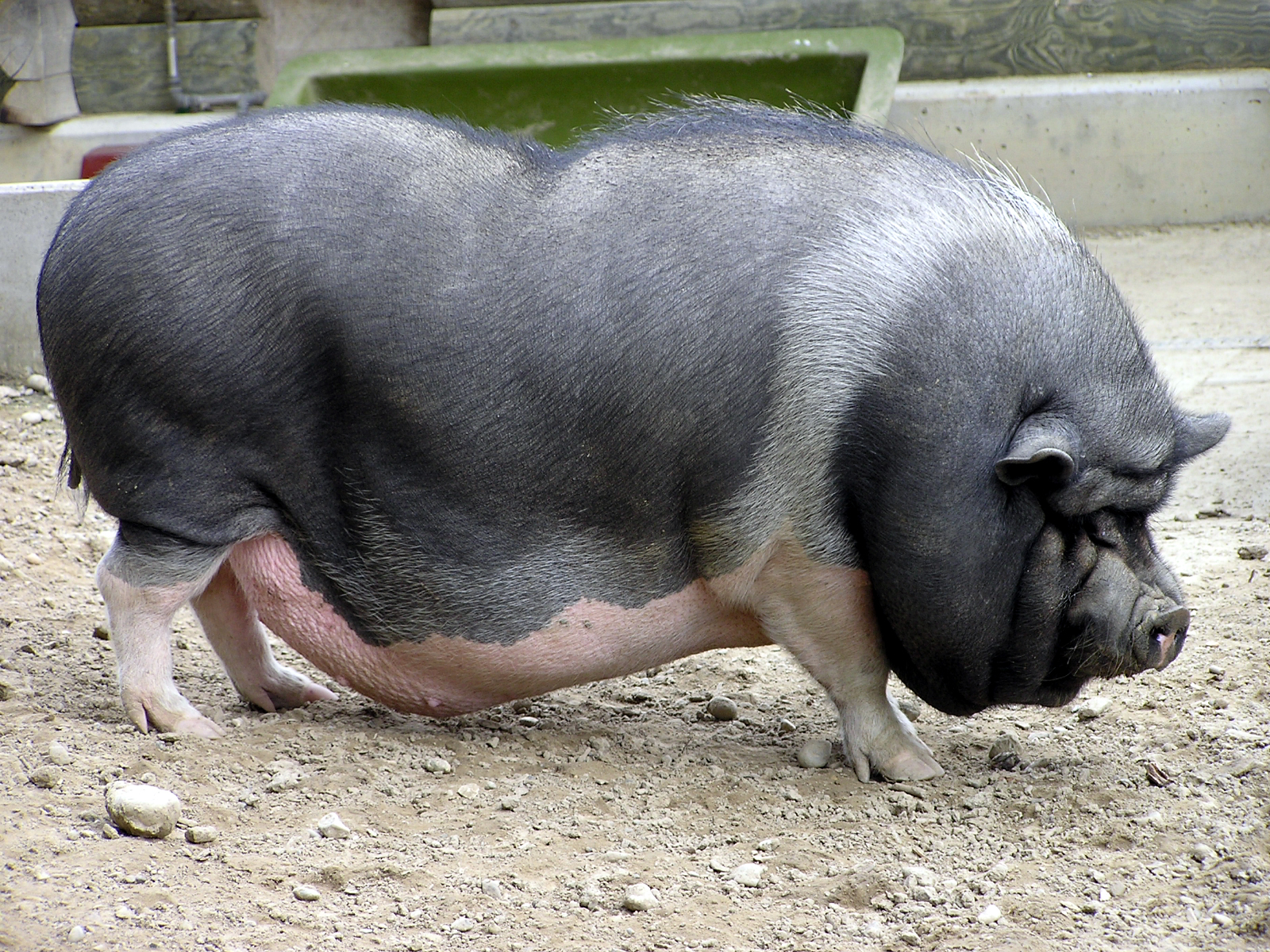

## 같이 보기
- 멧돼지
- 제주흑돼지
- 돼지고기
- 돼지 인플루엔자
- 소
- 닭
- 돼지고기를 금지하는 종교적인 이유

## 참고 문헌
- 이 문서에는 다음커뮤니케이션(현 카카오)에서 GFDL 또는 CC-SA 라이선스로 배포한 글로벌 세계대백과사전의 내용을 기초로 작성된 글이 포함되어 있습니다.